# Igreja Paroquial de Barão de São Miguel
A Igreja Paroquial de Barão de São Miguel, também conhecida como Igreja de São Miguel Arcanjo, é um monumento religioso na localidade de Barão de São Miguel, no município de Vila do Bispo, na região do Algarve, em Portugal. 

## Descrição e história
A igreja situa-se na localidade de Barão de São Miguel. Está organizada de forma longitudinal, com uma só nave e capela-mor. O portal principal tem verga em arco de volta perfeita, com óculo no topo, sendo a fachada rematada por uma empena. Anexa à fachada está a torre sineira, com quatro olhais e telhado em em coruchéu de forma piramidal. No interior destacam-se o seu altar-mor, em madeira, com decoração em talha dourada e policromada, e onde se encontra uma imagem do padroeiro, São Miguel Arcanjo, tendo ambos os elementos sido produzidos no século XVIII. A igreja possuía igualmente dois retábulos laterais, que foram removidos na década de 1970.
O edifício foi provavelmente construído durante o século XVI. Em 1966 foi alvo de trabalhos de restauro. Em 2023 iniciou-se a obra de restauro do altar da igreja, que se encontrava em más condições de conservação, tendo este empreendimento contado com o apoio financeiro por parte da Câmara Municipal de Vila do Bispo.